# Beatrice Weder di Mauro
Beatrice Weder di Mauro (Basileia, 3 de agosto de 1965) é uma economista suíça. Atualmente é professora de economia no Graduate Institute of International and Development Studies em Genebra, professora de pesquisa e membro do Emerging Markets Institute do INSEAD, e pesquisadora sênior no Asian Bureau of Finance and Economic Research (ABFER).

## Biografia
Weder di Mauro passou a infância com sua família na Guatemala, antes de retornar à Suíça aos dezesseis anos. De 1971 a 1980, estudou em uma escola alemã na Guatemala e, em 1984, obteve o diploma do ensino médio em Basel. Os diferentes padrões de vida da Suíça e da Guatemala despertaram seu interesse pela economia. Mais tarde, ingressou na Universidade de Basel, onde estudou economia e obteve um doutorado em economia em 1993 e uma habilitação em economia em 1999.

### Carreira
Ela atuou como professora de macroeconomia internacional na Universidade Johannes Gutenberg de Mainz de 2001 a 2018. De 2004 a 2012, foi membro do Conselho Alemão de Especialistas Econômicos. Anteriormente, trabalhou na Universidade de Basel e no Fundo Monetário Internacional, e ocupou cargos de visitante na Universidade de Harvard, no National Bureau of Economic Research e na Universidade das Nações Unidas em Tóquio.
A pesquisa de Weder di Mauro concentra-se em macroeconomia internacional, economia monetária, mercados emergentes e economia da integração europeia.